# (2230) Yunnan
(2230) Yunnan ist ein Asteroid des Hauptgürtels, der am 29. Oktober 1978 am Purple-Mountain-Observatorium in Nanjing entdeckt wurde.
Benannt ist der Asteroid nach der chinesischen Provinz Yunnan.